# 索利普利火山
38°58′30″S 71°31′12″W / 38.97500°S 71.52000°W

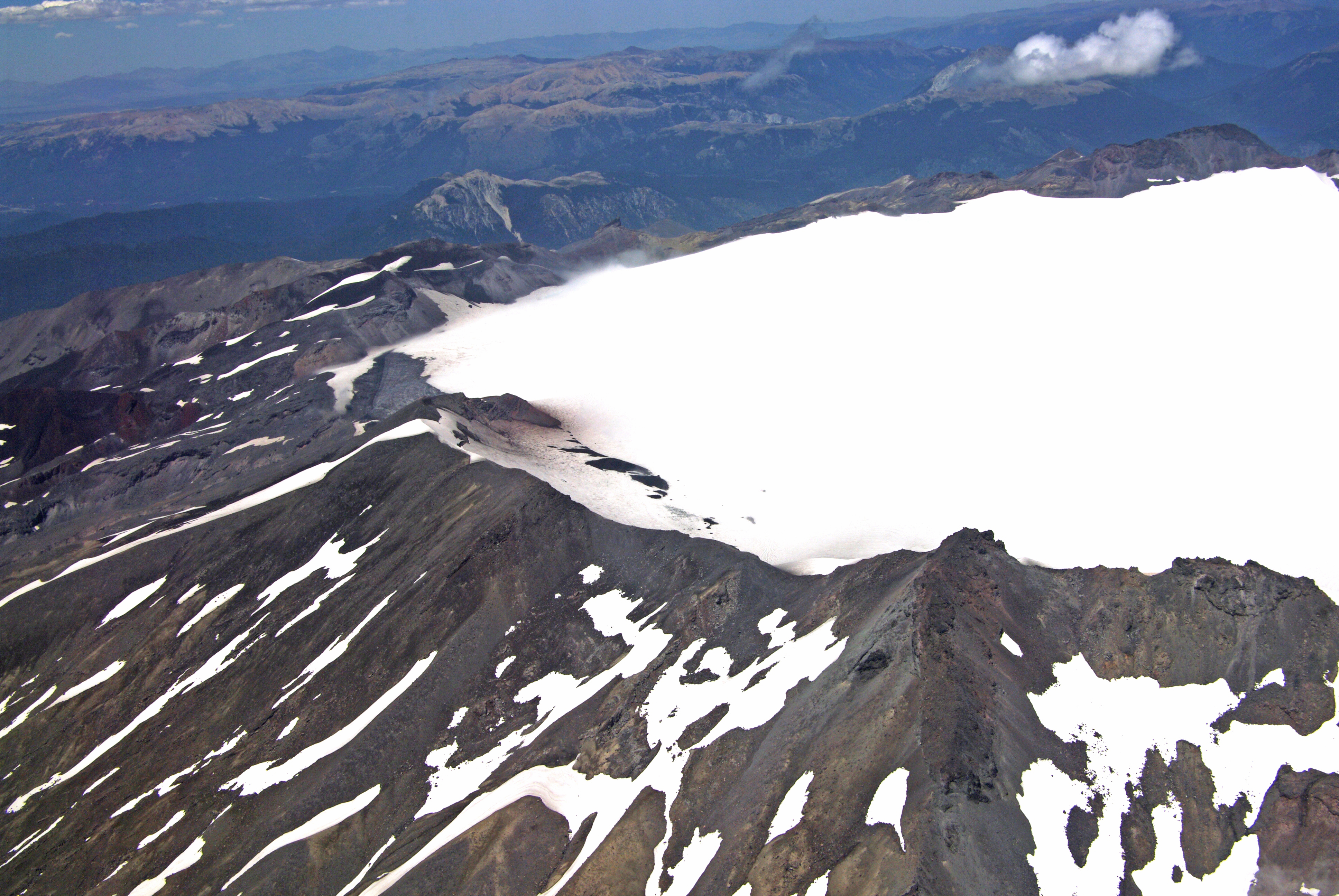

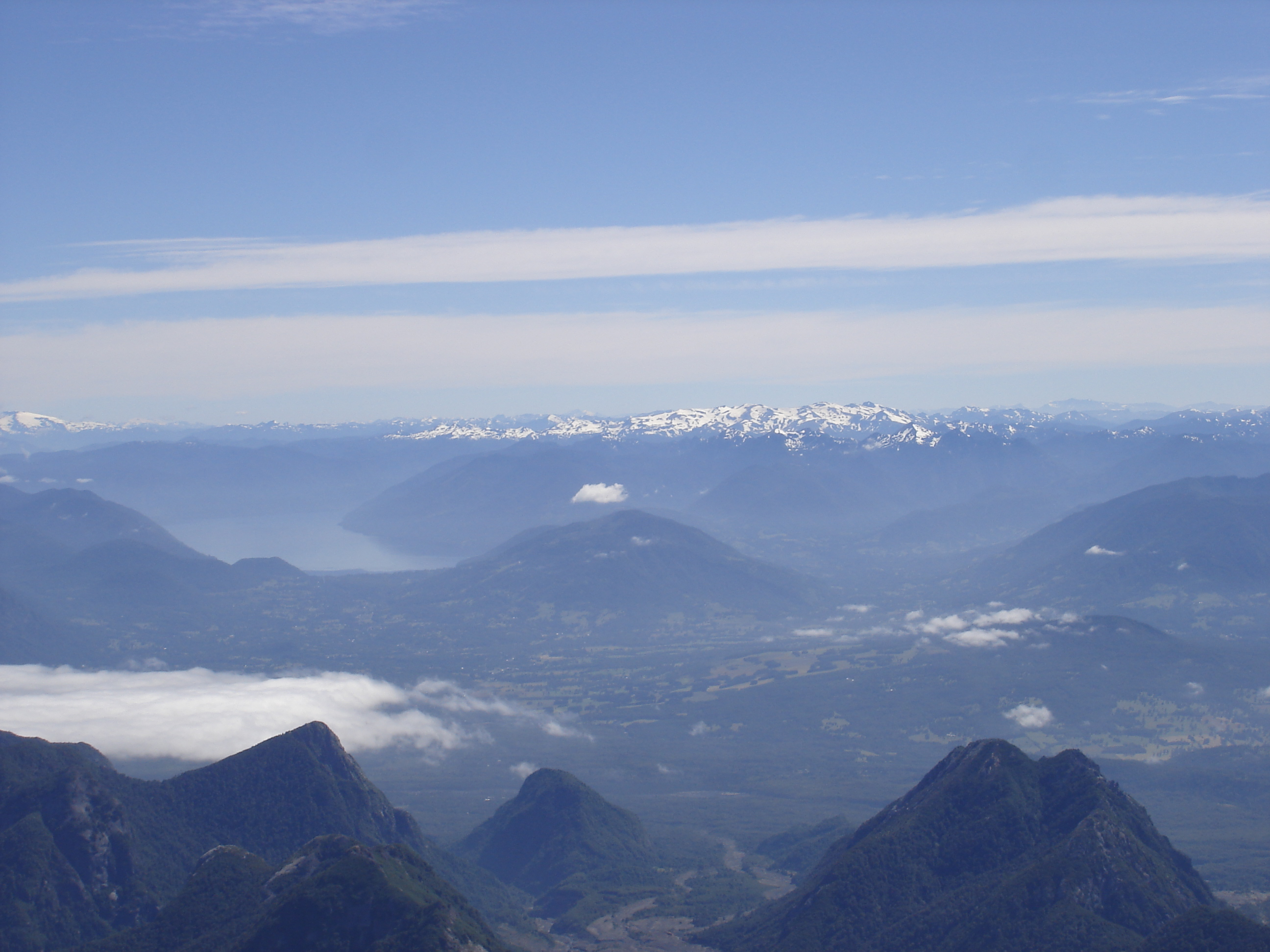

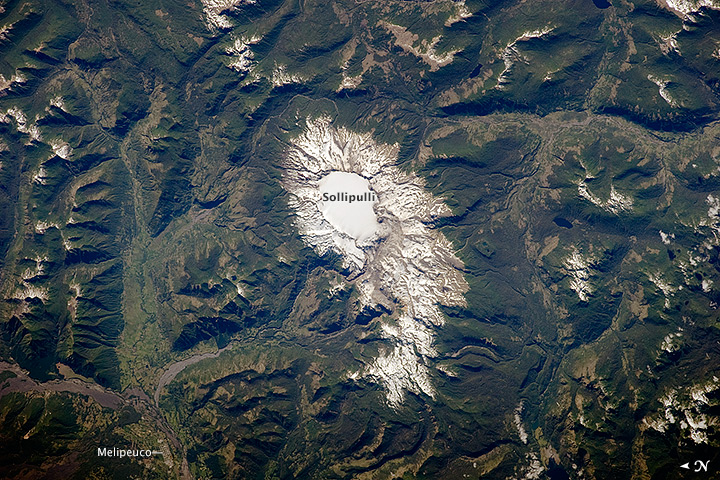

索利普利火山（西班牙語：Sollipulli），是智利的火山，位於該國南部阿勞卡尼亞大區，處於卡布爾瓜湖東北面和亞伊馬火山東南面，屬於安第斯山脈的一部分，海拔高度2,282米，最近一次火山噴發在1240年發生。